# Wallmerod
Wallmerod ist eine Ortsgemeinde im Westerwaldkreis in Rheinland-Pfalz. Sie ist Verwaltungssitz der gleichnamigen Verbandsgemeinde, der die Gemeinde angehört. Wallmerod ist gemäß Landesplanung als Grundzentrum ausgewiesen.

## Geographie

### Geographische Lage
Wallmerod liegt im Westerwald zwischen Montabaur und Rennerod.

### Nachbargemeinden
Wallmerod grenzt im Norden an die Gemeinde Bilkheim, im Osten an die Gemeinde Molsberg, im Süden an die Gemeinde Weroth, sowie im Westen an die Gemeinde Berod. Im Südosten liegt Hundsangen, das leicht über die B 8 zu erreichen ist.

## Geschichte
Wallmerode wurde am 4. Februar 1276 zum ersten Mal urkundlich erwähnt. Die Wortendung -rode, rod bezieht sich hierbei auf die mittelalterlichen Waldrodungen zur Gewinnung von Acker- und Weideland.
An diesem Tage trafen sich die Erzbischöfe von Köln und Trier, die Grafen Gerhard von Diez, sowie Heinrich von Sponheim und Diether von Molsberg. Dort besiegeln Diether von Molsberg und seine Frau Lisa von Isenburg, dass sie in Zukunft nicht mehr das Kloster Marienstatt schädigen und ihm alle Rechte für immer belassen wollen. Damit wurde unter Beisein zweier Erzbischöfe und mehrerer Landesfürsten ein langer Streit zwischen dem Kloster Marienstatt und den Herren von Molsberg beigelegt.
Wohl vom 13. Jahrhundert an gehörte Wallmerod in der Grafschaft Diez zum Kirchspiel und Kirchspielgericht Hundsangen. 1762 ging der Ort an das neu gegründete Kirchspiel Berod über. Eine Kapelle bestand spätestens 1786. Die heutige Kirche wurde 1885 als Filialkirche fertiggestellt.
Im Herzogtum Nassau wurde 1831 der Amtssitz des Amtes Meudt von Montabaur nach Wallmerod verlegt und Amt Wallmerod genannt.
Im Zuge einer Verwaltungsreform wurde Wallmerod 1972 zum Verwaltungssitz der Verbandsgemeinde.
Der heute 1.511 Einwohner zählende Ort war aufgrund seiner Lage früh von Bedeutung. Die mitten durch Wallmerod führende Bundesstraße 8, früher Hohe oder Kölnische Straße genannt, war wohl in ihrem Hauptzweig ein uralter Verbindungsweg von Nordwest nach Südost (von Antwerpen nach Innsbruck). Eine Zollstelle im oder am Ort wird erstmals 1557 erwähnt, eine Posthalterei 1786.
Bevölkerungsentwicklung
Die Entwicklung der Einwohnerzahl von Wallmerod, die Werte von 1871 bis 1987 beruhen auf Volkszählungen:
| Jahr | Einwohner |
| 1815 | 244       |
| 1835 | 478       |
| 1871 | 544       |
| 1905 | 484       |
| 1939 | 599       |
| 1950 | 669       |

| Jahr | Einwohner |
| 1961 | 676       |
| 1970 | 789       |
| 1987 | 911       |
| 1997 | 1.229     |
| 2005 | 1.315     |
| 2023 | 1.511     |

## Politik

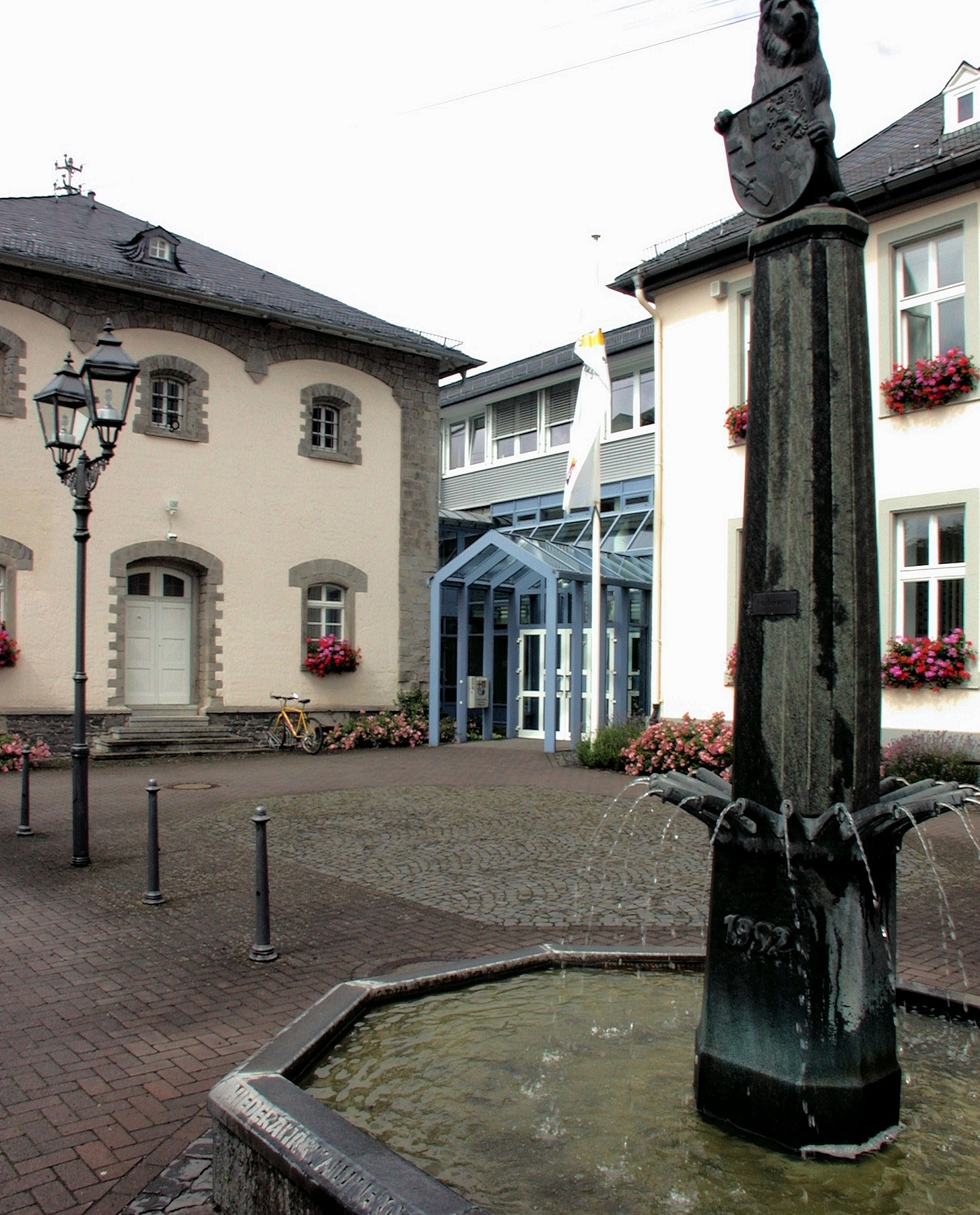
Rathaus der Verbandsgemeinde Wallmerod

### Bürgermeister
Ulf Ludwig (CDU) wurde am 7. Juli 2014 Ortsbürgermeister von Wallmerod. Bei der Direktwahl am 26. Mai 2019 wurde er für weitere fünf Jahre in seinem Amt bestätigt.
Ludwigs Vorgänger Hans-Peter Krings hatte das Amt 15 Jahre ausgeübt.
Ludwig wurde 2024 wiedergewählt.

### Wappen
Die Wappenbeschreibung lautet: „Spaten mit ‚W‘, Spaten für den Wortteil ‚rod‘ von Rodung, ‚W‘ für Wallmerod. Die beiden Kirchen für die evangelische und die katholische Kirche.“

## Kultur und Sehenswürdigkeiten

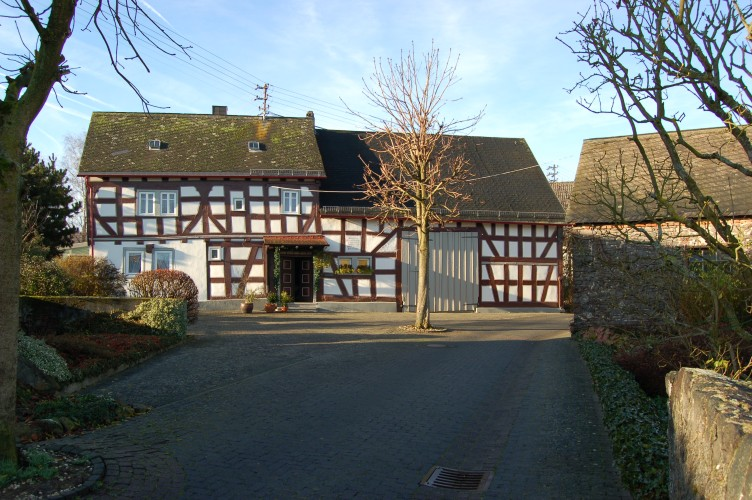
Blick in die Eckengasse

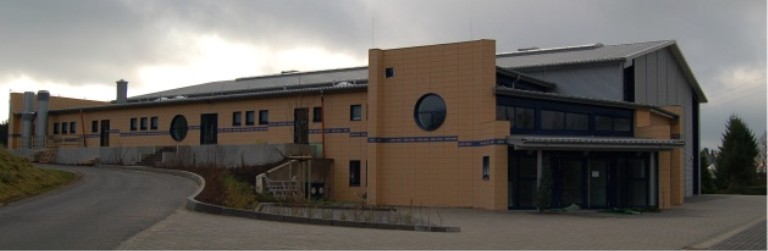
Sport und Kulturhalle

### Bauwerke
Denkmalgeschützte Bauwerke sind unter anderem das Haus Nuber in der Eckengasse, das 1831 erbaute Amtsgebäude und Gefängnis, die 1834 erbaute Rezeptur mit Getreidespeicher (Zehnthaus) der Herzoglichen Domäne, und das alte Backhaus aus der zweiten Hälfte des 19. Jahrhunderts.

### Sport
Am 1. Dezember 2006 wurde die Sport- und Kulturhalle eingeweiht, die sich die Ortsgemeinde Wallmerod mit der Verbandsgemeinde Wallmerod teilt.

## Wirtschaft und Infrastruktur

### Verkehr
- Wallmerod liegt verkehrsgünstig an dem alten Handelsweg (Hohe Straße), der heutigen B 8, zwischen Frankfurt am Main (78 km) und Köln (103 km) im südlichen Teil des Westerwaldes. Die BAB-Anschlussstelle Diez/Wallmerod der A 3 ist 9 km entfernt.
- Der Bahnhof Wallmerod wird auf der Bahnstrecke Herborn–Montabaur nur noch im Schienengüterverkehr bedient. Der Personenverkehr endete hier 1981.
- Die nächsten Personenbahnhöfe sind Dreikirchen und Steinefrenz an der Bahnstrecke Limburg-Staffel–Siershahn; hier verkehrt die Regionalbahnlinie 29 der Hessischen Landesbahn, Betriebsbereich Dreiländerbahn im Rheinland-Pfalz-Takt. Anschluss an den ICE-Fernverkehr besteht am Bahnhof Montabaur (13 km entfernt) sowie am Bahnhof Limburg Süd (21 km)

### Bildung
Wallmerod verfügt über einen Kindergarten und eine Grundschule.

## Söhne der Gemeinde
- Karl Thewalt (1825–1895), Reichsgerichtsrat
- Johannes Orth (1847–1923), Pathologe
- Karl Hutter (1851–1913), Patentinhaber des Ploppverschlusses (Bügelverschluss)
- Karl Hatzfeld (1876–1961), Bergbauingenieur, Berghauptmann
- Friedrich Wolf (1884–1970), römisch-katholischer Geistlicher und Dekan